# 小山哲司
小山 哲司（こやま てつし、1958年11月3日 - ）は、日本の地方公務員。東京都下水道局長を経て、東京オリンピック・パラリンピック競技大会組織委員会ゼネラル・コーディネーション・オフィサー。

## 人物・経歴
1982年一橋大学法学部卒業、東京都庁入庁、東京都下水道局東部管理事務所配属。1989年東京都下水道局庶務課秘書係主任。2002年東京都財務局主計部副参事（予算担当）。2005年東京都下水道局総務部総務課長。
2010年東京都下水道局職員部長。東京都下水道局総務部長、東京都オリンピック・パラリンピック準備局理事（大会準備調整・スポーツ推進担当）兼東京都政策企画局理事（連絡調整担当）を経て、2017年東京都オリンピック・パラリンピック準備局次長。2018年から東京都下水道局長を務め、老朽化施設の再構築、浸水対策、震災対策などにあたった。
2019年からは東京オリンピック・パラリンピック競技大会組織委員会ゼネラル・コーディネーション・オフィサーを務め、地方公共団体との間での調整や、解散計画などの統括を担当した。2022年地方公共団体金融機構理事。